# Drepanepteryx phalaenoides
Espèce
Drepanepteryx phalaenoides est une espèce d'insectes névroptères de la famille des Hemerobiidae.
Ce névroptère vole d'avril à septembre dans les bois clairs aux sous-bois bien fournis. Sa longueur, de la tête à l'extrémité pointue des ailes, est d'environ 16 mm, son envergure varie de 22 à 32 mm. L'arrière des ailes présente une échancrure caractéristique. Très mimétique au repos, il ressemble à une petite feuille morte.

## Distribution
Région paléarctique.